# Nagroda Obojga Narodów
Nagroda Obojga Narodów – nagroda przyznawana przez Prezydium Zgromadzenia Poselskiego Sejmu Republiki Litewskiej i Sejmu Rzeczypospolitej Polskiej, organ powstały 2 lipca 1997 r. jako forum wspólnej polityki regionalnej, międzynarodowej i stosunków dwustronnych. Nagrodę otrzymują ludzie nauki, literatury i sztuki „za prace stanowiące znaczący wkład we współpracę Polski i Litwy”. Zaliczają się też organizatorzy imprez ważnych dla obu krajów.

## Niektórzy laureaci
- Czesław Miłosz
- Tomas Venclova
- Jerzy Kłoczowski
- Alfredas Bumblauskas
- Bohdan Cywiński
- Dariusz Szpoper (2008)
- Algimantas Degutis (2008)